# Euphorbia inaguaensis
Euphorbia inaguaensis är en törelväxtart som beskrevs av Robertus Cornelis Hilarius Maria Oudejans. Euphorbia inaguaensis ingår i släktet törlar, och familjen törelväxter.
Artens utbredningsområde är Bahamas. Inga underarter finns listade i Catalogue of Life.